# مدهو (سری‌لانکا)
مدهو (به لاتین: Madhu) یک منطقهٔ مسکونی در سری‌لانکا است که در ناحیه منار واقع شده‌است.

## نگارخانه

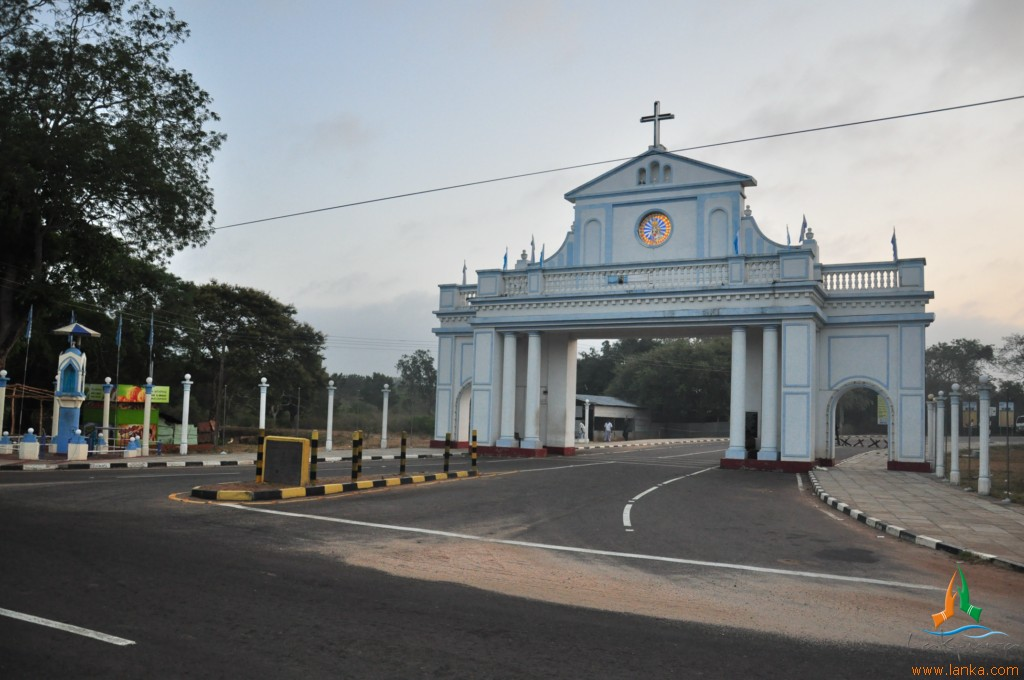